# Шутбоксинг
Шутбоксинг (англ. shoot boxing) — вид спорту, єдиноборство, а також назва міжнародної спортивної організації, що займається підготовкою і проведенням боїв за правилами шутбоксингу. 
Шутбоксинг являє собою суміш технік різноманітних бойових мистецтв. Правилами дозволено використання ударної техніки (удари руками, в тому числі ліктями; удари ногами, в тому числі коліньми) і технік боротьби (кидки, больові й задушливі прийоми) але лише в стійці (партер заборонений). Змагання проводяться за спеціальними правилами у чотирнадцяти вагових категоріях.
Як вид спорту шутбоксинг зареєстрований в серпні 1985 року японським кікбоксером Мурата Томофумі. Перший турнір пройшов у вересні того ж року. Один раз на два роки організація проводить турнір за світову першість у наймасовішій ваговій категорії — до 70 кг. В турнірі беруть участь вісім бійців (найчастіше — зірки різних видів бойового спорту).
Наразі шутбоксинг стоїть на 3 місці в Японії за популярністю, пропускаючи вперед тільки сумо й американський футбол. На територію колишнього СРСР шутбоксинг потрапив завдяки майстру єдиноборств з Азії Валерію Зотову, який у 90-ті роки з друзями їздив по Євразії з метою заробляння грошей у підпільних боях (Туреччина, Хорватія та ін.). Коли він перебував в Іспанії, його познайомили з Майстром клану Зелений Дракон, Такеда Наомі, Наомі майстер єдиноборств у клані був Старшим братом, який відповідав за підготовку бійців. Він познайомив Зотова з приїзджими майстрами шутбоксингу. Так Валерій став учнем Такеди, з яким він провів близько 3-х місяців та з яким й досі підтримує зв'язок. Йому був вручений сертифікат і зроблене татуювання як знак приналежності до клану. На сьогоднішній день у Зотова багато учнів по всьому світу, він їздить і тренує по різних країнах, розкриваючи таїнство свого вчителя. В Росії й Азії є клуби, що належать Федерації Шутбоксингу, мета яких підготовка та навчання бійців для змагань з боротьби вільним стилем.

## Чемпіони світу
| Рік  | Чемпіон         | Призер           |
| ---- | --------------- | ---------------- |
| 2012 | Енді Сауер      | Хенрі ван Обстал |
| 2010 | Сомбат Банчамек | Тобі Імада       |
| 2008 | Енді Сауер      | Кенічі Оґата     |
| 2006 | Кенічі Оґата    | Енді Сауер       |
| 2004 | Енді Сауер      | Хірокі Сісідо    |
| 2002 | Енді Сауер      | Женг Юхао        |
| 1997 | Райен Сімсон    | Мохамед Ауалі    |
| 1995 | Хірому Йосітака | Роні Льюїс       |

## Правила

### Раунди
Змагання тривають три або п'ять раундів по три хвилини. Якщо по закінченні останнього раунду судді не можуть визначити переможця, призначається додатковий раунд тривалістю три хвилини, а в разі потреби — ще один (в сумі не повинно бути більше двох додаткових раундів). Перерва між раундами — одна хвилина.

### Нарахування очок
Змагання оцінюють троє суддів. Переможець раунду отримує 10 очок, його суперник — менше 10. Оцінюється спортивна агресія, техніка виконання атак і переміщень, рівень фізичної шкоди.

### Результати змагань
Змагання може бути завершене одним із наведених способів:
- Здача: боєць має право здатися, подавши сигнал рукою або вербально.
- Нокаут: боєць може втратити здатність продовжувати бій в результаті отриманого удару (втрата свідомості, неможливість підвестися з нокдауну тощо).
- Технічний нокаут: боєць може втратити право продовжувати бій внаслідок:
  - рішення рефері (якщо рефері констатує, що боєць втратив здатність адекватно захистити себе, або якщо боєць ігнорує пропозицію рефері захиститися чи припинити бій, або якщо боєць тричі протягом раунду потрапляє в нокдаун);
  - рішення лікаря (якщо лікар констатує поранення, травмування або сильну кровотечу у бійця);
  - рішення кутового (якщо кутовий асистент бійця вирішує припинити бій).
- Рішення суддів: судді приймають рішення в залежності від нарахованих очок у тих поєдинках, що не завершились наведеними вище способами.

### Заборонені дії
В змаганнях з шутбоксингу заборонено:
- завдавати ударів після гонгу
- завдавати ударів в область паху.
- завдавати ударів по потилиці
- завдавати ударів головою
- завдавати ударів пальцями в очі
- застосовувати удушення, використовуючи пальці
- атакувати опонента, коли той знаходиться на настилі рингу
- атакувати опонента, коли той знаходиться під захистом рефері
- використовувати канати рингу для атаки чи захисту
- ображати суперника та/або рефері в межах рингу
- нехтувати інструкціями рефері

## Вагові категорії
| Вагова категорія   | Вищий поріг ваги (кг)      | Вищий поріг ваги (фунт)    |
| ------------------ | -------------------------- | -------------------------- |
| Мінімальна         | 47 кг                      | 104 фунти                  |
| Найлегша           | 50 кг                      | 110 фунтів                 |
| Легша              | 52 кг                      | 115 фунтів                 |
| Друга легша        | 55 кг                      | 121 фунт                   |
| Напівлегка         | 57 кг                      | 126 фунтів                 |
| Друга напівлегка   | 60 кг                      | 132 фунти                  |
| Легка              | 62 кг                      | 137 фунтів                 |
| Друга легка        | 65 кг                      | 143 фунти                  |
| Напівсередня       | 67 кг                      | 148 фунтів                 |
| Друга напівсередня | 70 кг                      | 154 фунти                  |
| Середня            | 72 кг                      | 159 фунтів                 |
| Друга середня      | 75 кг                      | 165 фунтів                 |
| Напівважка         | 80 кг                      | 176 фунтів                 |
| Важка              | Вищий поріг ваги відсутній | Вищий поріг ваги відсутній |